# 森本晃司 (アニメーター)
森本 晃司（もりもと こうじ、1959年12月26日 - ）は、日本のアニメーション監督、映像作家、ビジュアル・クリエイター、アートディレクター。クリエイティブチーム「phy（ファイ）」主宰。アニメ制作会社「STUDIO4℃」創立メンバーの一人。京都精華大学客員教授。文化庁メディア芸術祭アニメーション部門審査委員（第17回、第18回、第19回）。ビジュアルクリエイターとして世界各国のアートプロジェクトに参加、企業へのアートディレクションやCM、プロダクトデザイン、空間デザインなどアニメーション制作以外の分野で活動も積極的に行っている。

## 経歴
和歌山県海草郡美里町(現在紀美野町)出身。山の村で育ち、幼少時代から絵を描いて過ごす。『宇宙戦艦ヤマト』を見てアニメーション制作を志す。それ以外にも『ルパン三世』や『ガンバの冒険』、『未来少年コナン』などの作品に衝撃を受ける。特に『ガンバの冒険』に影響を受け、監督の出崎統の名前を意識するようになる。
大阪デザイナー専門学校を卒業後、出崎統の所属していたアニメ制作会社マッドハウスに入社。入社前は出崎や宮崎駿などの演出家の方が気になっていて、作画について考えるようになったのは実際にアニメーターになってから。最初に意識したアニメーターは金田伊功で、森本にとっては金字塔のようにそびえ立った存在だった。影響を受けたのはいわゆる金田ポーズのようなわかりやすい部分ではなく、アクションの作り方やエフェクトなどだった。また『ルパン三世（新）』の第145話「死の翼アルバトロス」や映画『カリオストロの城』を作画したテレコム・アニメーションフィルムの友永和秀からも影響を受け、破片や爆発を細かく描くようになった。
1980年、出崎統と杉野昭夫が新しく設立したスタジオあんなぷるに移り、アニメーターとして頭角を現す。
あんなぷる在籍中、『黄金戦士ゴールドライタン』でのなかむらたかしの作画に衝撃を受け、すぐに友人を介してなかむらに一緒に仕事をしたいと申し入れる。そして後に妻となるアニメーターの福島敦子を連れてあんなぷるを辞め、フリーになる。
1987年、オムニバスOVA『ロボットカーニバル』の「フランケンの歯車」で監督デビューを果たす。
1988年、スタジオジブリの草創期を支えた一人、田中栄子と映像制作集団STUDIO4℃を創設。森本が『魔女の宅急便』の制作に参加したことから、当時ジブリのラインプロデューサーだった田中との親交が深まり、「自分たちのパブリックスペースを作りたい」という森本と佐藤好春の願いに田中が賛同したのがきっかけだった。
1991年、『とべ! くじらのピーク』で劇場作品を初監督する。
2011年、STUDIO4℃を離れる。少数精鋭のクリエイティブチーム「Φ Phy」を主宰し、以後はそこを拠点に制作活動を展開する。

## 人物
大友克洋や押井守たちから絶大な支持を受けるアニメーターとして活躍した後、監督や演出も手掛けるようになる。1980年代前半にリアルさとトリッキーな面白さを合わせもつ作画スタイルでアニメーターとしてファンを魅了すると、後半には大友克洋に才能を認められて『迷宮物語』『AKIRA』等の大友関連作品にメインスタッフとして参加する。オムニバス映画『迷宮物語』の「工事中止命令」では、大友監督のもと、なかむらたかしと二人で作画にあたり、28歳の時には大友が自身の漫画を映画化した初長編作品『AKIRA』で、設定および作画監督補に抜擢される。そして30歳の時に大友原作のオムニバス映画『MEMORIES』の一篇「彼女の想いで - MAGNETIC ROSE」（脚本：今敏）で監督を務める。『AKIRA』以降、湯浅政明や近藤高光などの作画を手掛けるアニメーターと組んだ演出の仕事が増えていく。森本自身は、「自分としては、（『AKIRA』を）作画で参加する作品の最後にしようと思っていた」と語っている。
デジタル技術を取り入れることにも積極的で、3DCGによる作品も手がけている。セガ・エンタープライゼスとシンクの共同出資による3DCGスタジオ、トリロジーの立ち上げにも参加。CGクリエイターのマイケル・アリアスやプロデューサーの竹内宏彰などと共に、松本大洋の漫画作品『鉄コン筋クリート』の3DCGパイロット版を監督する。同作品は第3回文化庁メディア芸術祭デジタルアート部門優秀賞と第14回マルチメディアグランプリ1999CG部門最優秀賞を受賞した。
オムニバスアニメーション作品『アニマトリックス』では、映画「マトリックス」を監督したウォシャウスキー兄弟直々のオファーにより、その内の一本「ビヨンド」を監督・脚本した。2人はかねてから森本晃司作品に強い影響を受けてきたという。
生粋のテクノファンでも知られる音楽好きの森本は、アーティストとのコラボレーションにも積極的に取り組んでいる。1996年にケン・イシイのミュージック・ビデオを監督したのを皮切りに、その後も宇多田ヒカルや浜崎あゆみ、GLAYといったアーティストのMVを手がけて行った。ケン・イシイと組んだ『EXTRA』のビデオは、アジアの混沌とした都市空間を音楽とともに突き抜ける快楽的な疾走感などが国内外から絶大な評価を受けた。その斬新で緻密な世界観を描いたアニメーションMVは世界的に話題となり、ヨーロッパを中心とした日本のアニメーションブームのきっかけの一つとなった。1999年、GLAYのメンバーであるJIROのアプローチを受け、シングル『サバイバル』のMVを監督。日本のビデオ・DVDシングルの歴代売上第1位を記録した（2013年時点）。森本ファンである事を公言していた宇多田ヒカルのアプローチにより、2005年にUtada名義でリリースされた彼女のアルバム『EXODUS』の楽曲を使用したミュージック・ビデオ集『Fluximation』を総監修。1997年のショートフィルム『音響生命体ノイズマン』では、菅野よう子のテクノ音楽とコラボレーションした。

## 主な作品

### テレビアニメ
- 坊ちゃん（1980年） - 動画
- あしたのジョー2（1980 - 1981年） - 原画
- スペースコブラ（1982年） - 原画
- 未来警察ウラシマン（1983年） - 原画
- GALACTIC PATROL レンズマン（1984年） - OPアニメーション
- 世紀末救世主伝説 北斗の拳（1984年） - 原画
- シティーハンター3（1989 - 1990年） - OPコンテ OP原画
- ドラゴンクエスト（1989 - 1990年） - タイトルアニメーション
- ミスター味っ子（1989年） - 原画
- がきデカ（1989 - 1990年） - 演出・絵コンテ
- ルパン三世 燃えよ斬鉄剣（1994年） - 原画
- 永久家族 [注 4]（1997 - 1998年） - 監督・キャラクターデザイン・世界観設定
- ルパン三世 イタリアン・ゲーム（2016年） - OPアニメーション絵コンテ・演出・原画・美術
- 18if（2017年） -総監修・監督（＃10『α夢次元』）・脚本・絵コンテ・演出・作画監督・デザイン協力・原画・背景
- 臨死!!江古田ちゃん（2019年） - 監督（第12話）・キャラクターデザイン・作画・色彩設計・撮影・動画・仕上げ

### OVA
- メガゾーン23 PART II 秘密く・だ・さ・い（1986年） - 原画
- フランケンの歯車（オムニバス『ロボットカーニバル』）（1987年） - 監督・脚本・キャラクターデザイン
- MIDNIGHT EYE ゴクウ（1989年） - 原画
- Hero（オムニバス『愛物語 9 Love Stories』第2話）（1991年） - 監督、キャラクターデザイン［共同］
- けっこう仮面（1991年） - OPアニメーション
- ジャックと豆の木（『アニメ・アート・ビデオ・コレクション』）（1993年） - 原画
- マクロスプラス（1994年） - シャロン・アップルのコンサートシーンアニメーション
- 青の6号（2000年） - 原画
- 空中居酒屋（短編アニメ集『デジタルジュース』、第5回文化庁メディア芸術祭審査委員会推薦）（2001年） - 監督
- Beyond（オムニバス『アニマトリックス』第6話）（2003年） - 原画
- ブラック・ジャック FINAL（2011年） - 原画

### 映画
- エースをねらえ!（1979年） - 動画
- まことちゃん（1980年） - 動画
- ユニコ（1981年） - 動画
- あしたのジョー2（1981年） - 原画
- コブラ SPACE ADVENTURE（1982年） - 原画
- うる星やつら オンリー・ユー（1983年） - 原画
- 幻魔大戦（1983年） - 原画
- ゴルゴ13（1983年） - 原画
- 超時空要塞マクロス 愛・おぼえていますか（1984年） - 原画
- SF新世紀レンズマン（1984年） - 原画・メカニックデザイン
- カムイの剣（1985年） - 原画
- 劇場版『ルパン三世』第三作（通称：押井版ルパン三世）（1985年、製作中止） - 原画
- ボビーに首ったけ（1986年） - 原画
- 火の鳥 鳳凰編（1986年） - 原画
- 時空の旅人 -Time Stranger-（1986年） - メカニックデザイン
- ダーティペア 劇場版（1987年） - OPアニメーション
- 工事中止命令（オムニバス『迷宮物語』）（1987年） - 原画
- AKIRA（1988年） - 作画監督補
- 魔女の宅急便（1989年） - 原画
- とべ!くじらのピーク（1991年） - 監督・絵コンテ
- 老人Z（1991年） - 原画
- 彼女の想いで MAGNETIC ROSE（オムニバス『MEMORIES』EPISODE 1）（1995年） - 監督
- 音響生命体ノイズマン（1997年） - 監督、キャクターデザイン・作画監督（共同）
- ハッスル!!とき玉くん（1998年、第2回文化庁メディア芸術祭デジタルアート部門受賞） - 監督
- スプリガン（1998年） - 原画
- パイロットフィルム『鉄コン筋クリート』（3DCGパイロット版）（1999年、第3回文化庁メディア芸術祭デジタルアート部門優秀賞・マルチメディアグランプリ1999 CG部門最優秀賞） - 監督
- スチームボーイ（2004年） - 設定開発
- マインド・ゲーム（2004年） - 『MIND GAME;REMIX』（本編映像をリミックスしたミュージッククリップ等を収録したスペシャルDVD）ディレクター
- 鉄コン筋クリート（年） - ストーリーボード（共同）
- 陶人キット（短編フィルム集『ジーニアス・パーティ・ビヨンド』#4）（2008年） - 原画
- 次元爆弾[注 5]（短編フィルム集『ジーニアス・パーティ・ビヨンド』#5）（2008年） - 原画
- ストリートファイターIV〜新たなる絆〜 [注 6]（2008年） - 監修
- オリジナルアニメーション3.feat.さくら [注 7]（2009年） - 総監修
- SHORT PEACE（2013年） - デザインワークス・作画・監督（OPアニメーション）
- A Better Tomorrow（『LEXUS SHORT FILMS』）[注 8]（2013年） - キャラクターデザイン・美術監督・脚本・原画（アニメーション・パート）

### ミュージック・ビデオ
- ケン・イシイ『EXTRA』（1995年） - 監督・キャラクターデザイン・絵コンテ・作画
- ブルートーンズ『4-Day Weekend』（1998年） - 監督・キャラクターデザイン・絵コンテ・作画
- GLAY『サバイバル』（サバイバル2.7-D）（1999年） - 監督・キャラクターデザイン・絵コンテ・作画
- キセル『次元ループ』（2002年） - 監督
- 宇多田ヒカル『Passion』（2005年） - アニメーションパート監督・原画
- Utada×Koji Morimoto『Fluximation』（Utadaのアルバム『EXODUS』収録曲全14曲を各40秒ずつ使ったMV集）（2005年）
  - 01『Opening』 - 監督・原画
  - 03『Exodus'04』 - 監督・原画
  - 09『Crossover Interlude』 - 監督・原画
- 『Amazing Nuts!』（rhythm zoneのアーティストとSTUDIO4℃のクリエイターによるアニメMV作品集）（2006年） - 原画
  - RAM RIDER「GLASS EYE」 - キャラクター原案
- 元気ロケッツ『Breeze』（2007年）
- システム7『火の鳥』（2007年） - mu-℃ magic名義
- たむらぱん『ゼロ』（2008年）
- Gong『How To Stay Alive』（2009年） - mu-℃ magic名義
- MASTERLINK『SUPER SPEED』（2010年）
- システム7『POSITIVE NOISE』（2011年） - mu-℃ magic名義
- スタージル・シンプソン『Mercury in Retrograde』（2019）

### CM・トレーラー
- トビラを開けて（NTT ON-DEMANDデモ映像）（1995年） - 監督・作画監督・キャラクターデザイン[14]
- NTTPCコミュニケーションズ『InfoSphere』（1997年）[14]
- 『Mary Jane:-Le Saunda-』（香港、中国でのみ放送）（2000年） - 監督
- コンピュータ総合学院HAL（2001年） - 監督
- CAPCOMゲームボーイ『ロックマンエグゼ3』（2002年） - 監督
- NIKE CM『天狗の恐怖』編（2004年） - 監督
- NIKE CM『Nike Blazer Mid iD: Realcity』（2008年） - 監督
- 四国地方限定CM[注 9]『MARUNOUCHI HELIOS』（2009年） - 監督
- web広告『Attraction/魅力』（フランス政府の禁煙広告キャンペーン）（2010年） - 監督
- 四国地方限定CM part2『MARUNOUCHI HELIOS』（2011年） - 監督
- 『KOJI MORIMOTO × NAVIelite』（2016年） - iPhone,Android向け本格カーナビアプリ「NAVIelite」とコラボレーションした短編アニメーション
- MONOアルバム『Rays of Darkness』（「Recoil, Ignite」）& 『The Last Dawn』（「Where We Begin」）オフィシャルCM（2014年） - アニメーションティーザー映像監督・キャラクターデザイン・原画・美術監督・背景

### テレビ番組
- MTV「JAPAN TOP 20」（1987年） - オープニング[14]
- 『JET TV』ステーションID（1996年） - OPアニメーション
- 『COMPUTER CHANNEL』ステーションID（1998年）
- 『裏路地ダイヤモンド』『デジタル横丁ハッピーあります（DIGITAL YOKOCHO -IT IS HAPPILY-）』（2000年）
- TBS系『バラエティーニュース キミハ・ブレイク』（2008年） - OPアニメーション
- iOS/Android向けスマートフォンゲーム『【18】キミト ツナガル パズル』（2016年） - VRトレーラー

### イベント映像
- 関西新空港開港記念イベント「恐竜博（KYORYU HAKU）」（1995年） - 展示映像
- 「25th Anniversary マジック：ザ・ギャザリング展」（2018年） - 短編アニメーション "φ"

### 舞台
- 『羊人間012』（2013年12月） - 脚本・演出

## 受賞履歴
- 1996年 イギリスMTV Dance Video Of The Year (ケン・イシイ『EXTRA』)
- 1998年 第2回文化庁メディア芸術祭・デジタルアート部門受賞(『ハッスル!!とき玉くん』)
- 1999年 第3回文化庁メディア芸術祭 デジタルアート部門優秀賞（パイロットフィルム『鉄コン筋クリート』）[11]
- 1999年 マルチメディアグランプリ1999 CG部門最優秀賞（パイロットフィルム『鉄コン筋クリート』）[12]
- 2000年 Times Asia-Pacific Advertising Awards特別部門 銅賞 (『Mary Jane:-Le Saunda-』)
- 2000年 第42回 CLIO AWARDS Television/シネマアニメーション・コンピュータ部門 銀賞 (『Mary Jane:-Le Saunda-』)
- 2001年 第5回文化庁メディア芸術祭審査委員会推薦 (『デジタルジュース-空中居酒屋』)
- 2011年 Favorite Website Awards (FWA) "Site of the Day"Awards. (『Attraction/魅力』)[15]
- 2011年 カンヌライオンズ 国際クリエイティビティ・フェスティバル（旧名称カンヌ広告祭）サイバー部門銀賞受賞 (『Attraction/魅力』)[15]

## 書籍
- 2001年 裏路地ダイヤモンド
- 2004年 Oレンジ